# Manzanilla (olivo)
Se designa con el nombre de manzanilla a diferentes variedades de olivo (Olea europaea). También se le da ese nombre al fruto o aceituna que producen. Las principales variedades son la manzanilla sevillana, la manzanilla cacereña y la manzanilla aloreña.

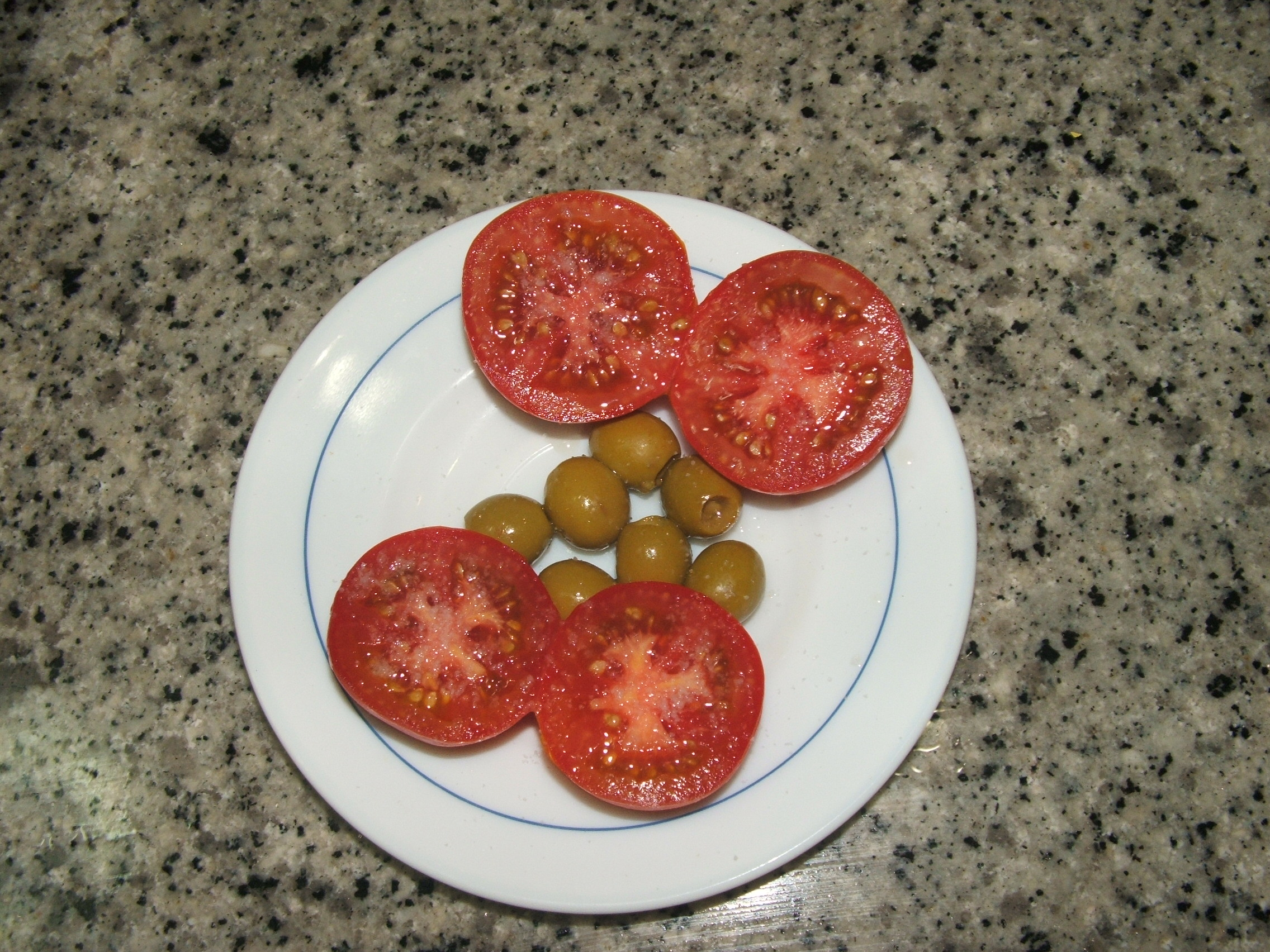
Aceitunas manzanilla con tomate fresco

## Manzanilla sevillana

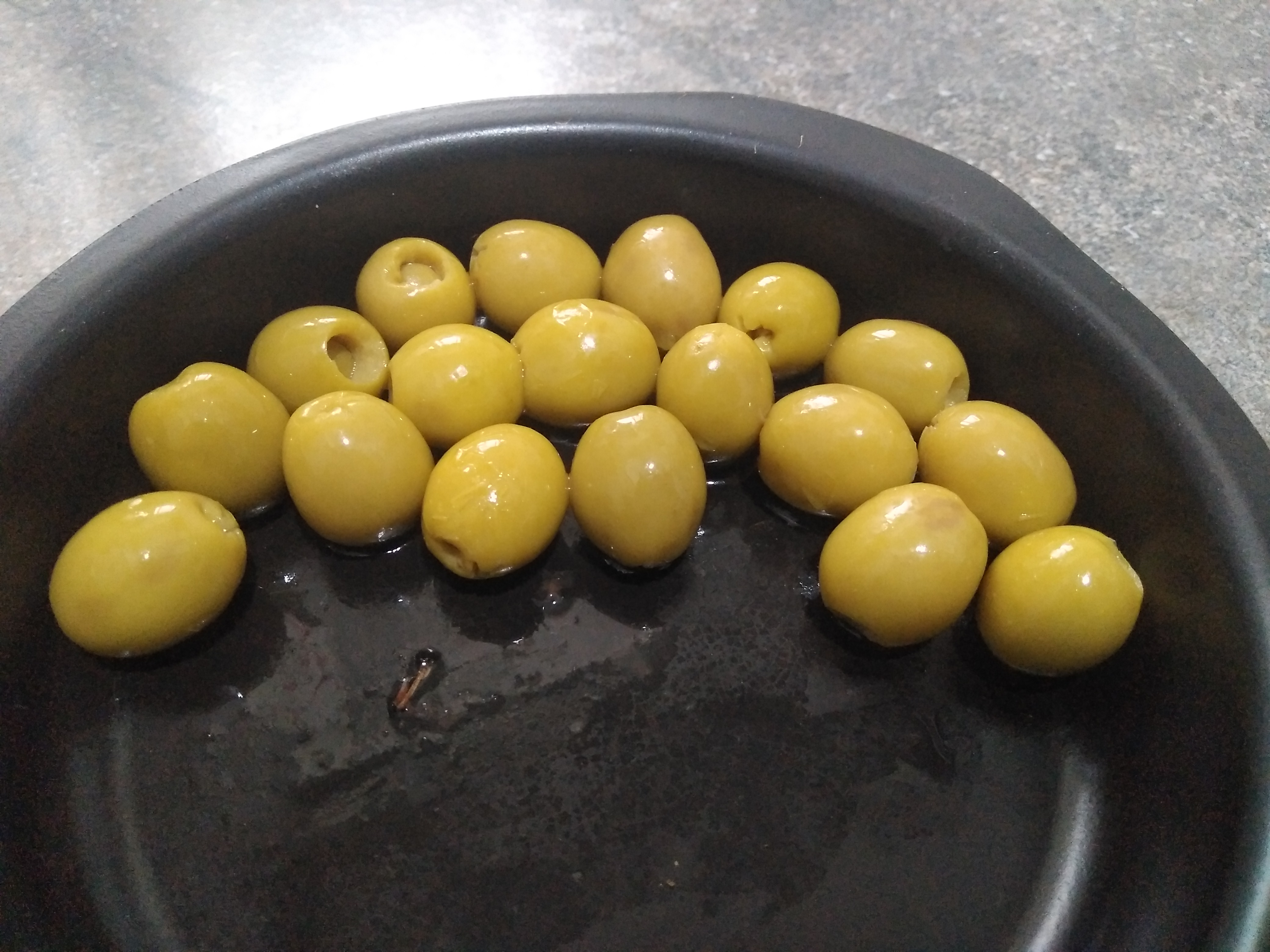
Tapa de manzanilla cocida sin hueso rellena de anchoa

También llamada manzanilla fina sevillana, se cultiva principalmente en Andalucía (España), en las provincias de Sevilla y Huelva. También en Extremadura, Portugal, Estados Unidos, Argentina, Australia e Israel. Es la variedad de olivo más difundida en el mundo, utilizándose el fruto como aceituna de mesa, siendo muy apreciado internacionalmente por su gran calidad. El árbol es de vigor reducido y muy adaptable al cultivo en plantaciones de carácter intensivo. La productividad es alta y de carácter alternante, la recolección se realiza generalmente a mano para evitar los daños que sufre la aceituna con la recogida mecánica, aunque se están desarrollando nuevas técnicas con buenos resultados. El fruto tiene forma elíptica y tamaño mediano, con un peso que oscila entre 2.1 y 4.9 gramos y una relación pulpa/hueso de entre 5,1 y 7,6.
Gran parte de la producción española se dedica a la exportación, envasándose el producto en diferentes presentaciones, incluyendo aceitunas deshuesadas, rellenas de pasta de anchoa o pimiento rojo y con otros aderezos.

## Manzanilla cacereña
Recibe otros muchos nombres, como Albareña, Negrillo, y Redondilla. En Portugal se le llama Azeitera, Azeitoneira y Negrinha. Se emplea tanto para producción de aceite de oliva, como para aceituna de mesa. Se cultiva sobre todo en España, en el norte de la provincia de Cáceres, también de Ávila, Madrid y Salamanca, así como en Portugal.
 El fruto tiene forma elíptica u ovoidal y tamaño mediano, con un peso que oscila entre 3 y 4 gramos y una relación pulpa/hueso de 5.66.

## Manzanilla aloreña
También llamada aceituna aloreña, es cultivada en la población malagueña de Álora y en los pueblos de sus alrededores. Es la primera y por ahora la única aceituna de mesa con denominación de origen. Su fruto es considerablemente redondeando y de tamaño medio. Suele presentarse con aliños tradicionales de la zona, así como también en sosa cáustica. Tiene un mercado reducido dirigido hacia el sector de las especialidades y exquisiteces culinarias y de gourmet.